# Holiday Island (Computerspiel)
Holiday Island ist ein Aufbauspiel von Sunflowers in isometrischer Perspektive, das 1996 erschien. Eine eigenständige Erweiterung erschien 1997 mit 6 weiteren Szenarien und zusätzlicher Hintergrundmusik.

## Spielprinzip
Der Spieler erhält ein geringes Startkapital, um eine Ferieninsel zu errichten. Zunächst reicht das Budget nur für eine einfache Start- und Landebahn, Campingplätze und Fahrradverleih. Dabei muss neben Attraktionen und Einkaufsmöglichkeiten auch an Kraftwerke, Kläranlagen und Abfallentsorgung gedacht werden. Ein Straßennetz erhöht die Auslastung, ist jedoch nicht zwingend notwendig. Das Spielziel variiert je nach Szenario: Entweder muss der Spieler nach einer bestimmten Spielzeit ein gewisses Gesamtvermögen anhäufen, alle Konkurrenten in den Ruin treiben oder eine Insel für eine bestimmte Klientel entwerfen. Zudem ist es möglich, Wahrzeichen anderer Länder zu ersteigern und auf der Insel zu errichten. Nicht rentable Gebäude können abgerissen oder veräußert werden. Kleine Unebenheiten können durch Fundamente ausgeglichen werden. Zudem kann der Spieler die Insel planieren. Die Zimmerpreise müssen saisonbedingt vom Spieler kontinuierlich angepasst werden. Das Spielziel ist variabel, möglich ist etwa die ökologischste Insel, die meisten Luxusgäste oder einen Surferstrand zu haben.

## Rezeption
Das Spiel habe SimCity und Theme Park als Vorbild, setze jedoch spielerisch eigene Akzente. Der Wirtschaftspart sei deutlich in den Vordergrund gerückt. Bei der Bedienung gäbe es Ungereimtheiten, und der Schwierigkeitsgrad sei zu niedrig. Die isometrische Ansicht erinnere an SimCity 2000. Die Insel wirke jedoch statisch und leer. Das Gameplay böte wenig Abwechslung. Komfortfunktionen wie eine globale Einstellung der Mietpreise fehlen. Die Interaktion mit den Rivalen beschränkt sich auf Sabotage, gegen die der Gegenspieler nichts ausrichten kann. Die Benutzerführung sei intuitiv. Der faden deutschen Wirtschaftssimulation werde ein zeitgemäßes Äußeres gegeben.